# 399 a. C.
El año 399 a. C. fue un año del calendario romano prejuliano. En el Imperio romano se conocía como el Año del Tribunado de Augurino, Longo, Prisco, Cicurino, Rufo y Filón (o menos frecuentemente, año 355 Ab urbe condita).

## Acontecimientos
- Acusado y condenado por corromper la juventud, el filósofo griego Sócrates es obligado a envenenarse. Había nacido en 469 a. C.[1]
- Sócrates es condenado a muerte bajo la acusación de despreciar a los dioses y corromper la moral de la juventud.

## Fallecimiento se
- Sócrates.si
- Arquelao I, rey de Macedonia.